# Osservatorio meteorologico di Hohenpeißenberg
L'osservatorio meteorologico di Hohenpeißenberg (in tedesco Meteorologisches Observatorium Hohenpeißenberg), è una struttura del servizio meteorologico tedesco situata a Hohenpeißenberg, nel land della Baviera, nella Germania meridionale.

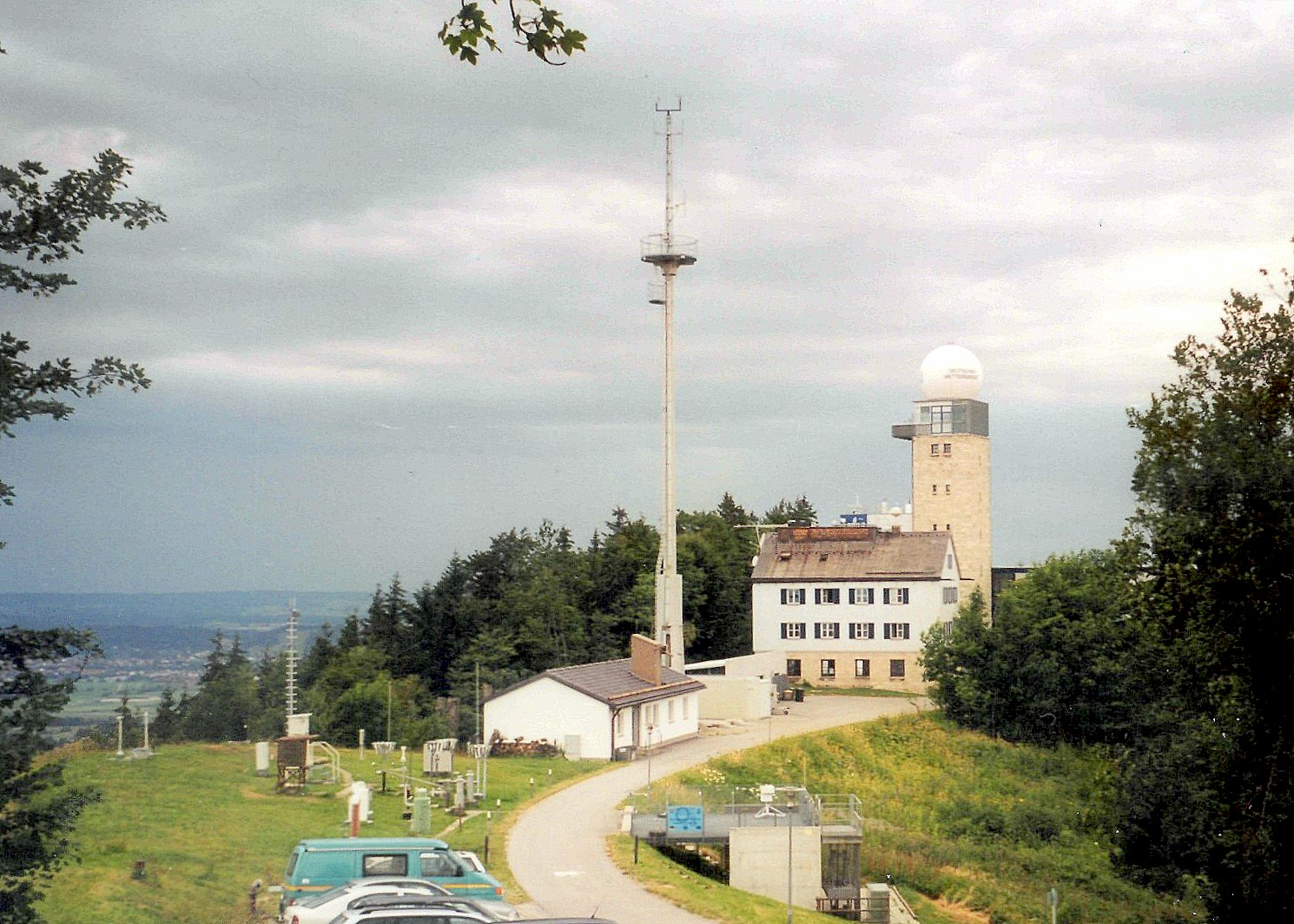
Veduta dell'osservatorio meteorologico di Hohenpeißenberg

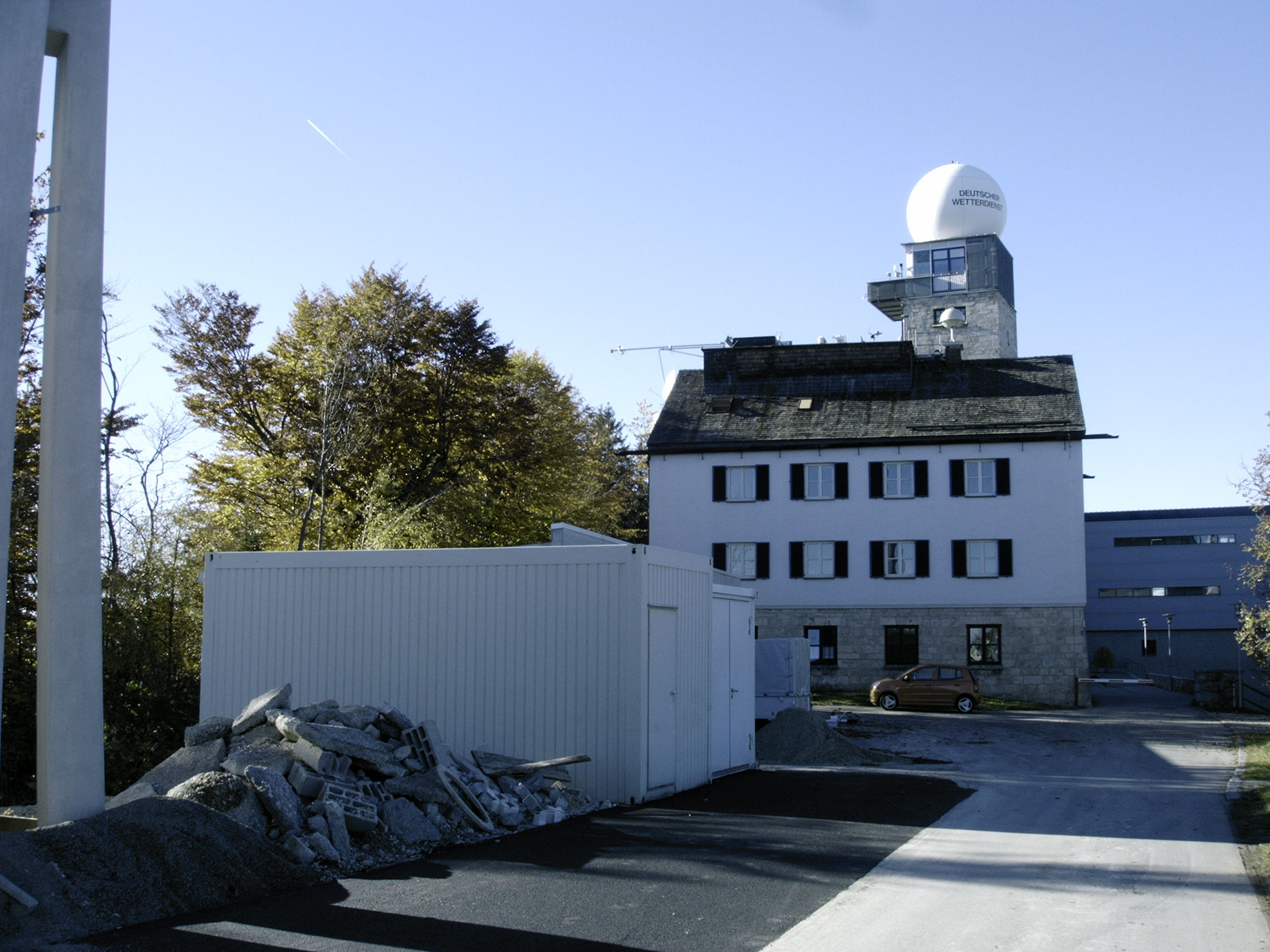
La palazzina e la torre dell'osservatorio

## Storia
L'osservatorio meteorologico entrò in funzione nel 1781, andando a far parte della rete della Società Meteorologica Palatina, che comprendeva oltre 30 stazioni ed osservatori in Europa tra la Germania, l'Austria, la Svizzera, l'Italia, la Francia, il Benelux, la Scandinavia e la Russia.

## Caratteristiche
La stazione meteorologica si trova nella Germania meridionale, nel land della Baviera, nel Circondario di Weilheim-Schongau, nel territorio comunale di Hohenpeißenberg. Gestita da Deutscher Wetterdienst, è ubicata a 977 metri s.l.m. ed è inclusa nella rete di stazioni dell'Organizzazione Meteorologica Mondiale tra le quali è identificata dal codice WMO 10962.
Oltre a registrare i dati di temperature, precipitazioni, umidità relativa, pressione atmosferica, direzione e velocità del vento, la stazione meteorologica è dotata anche di un eliofanografo per misurare le ore di sole che si registrano nel corso di ogni giornata.

## Medie climatiche 1981-2010
In base alle medie climatiche calcolate per il trentennio 1981-2010, la temperatura media del mese più freddo, gennaio, si attesta a -0,7 °C, mentre la temperatura media del mese più caldo, luglio, è di +16,3 °C; la temperatura media annua si attesta a +7,5 °C. Mediamente si contano nel corso dell'anno 111,7 giorni di gelo, 45,2 giorni di ghiaccio e 0,4 giorni con temperature massime uguali o superiori ai 30 °C.
Nel medesimo trentennio, le precipitazioni medie annue fanno registrare il valore di 1 198,2 mm, risultando mediamente distribuite in 144,5 giorni di pioggia; sia i giorni di pioggia che gli accumuli pluviometrici risultano nettamente maggiori nei mesi estivi, in contrapposizione ad un minimo relativo presente nei mesi invernali.
L'eliofania assoluta media annua fa registrare nello stesso trentennio il valore medio di 5 ore giornaliere, con minimo di 2,6 ore medie giornaliere in dicembre e massimo di 7,5 ore medie giornaliere in luglio.
| Hohenpeißenberg (1981-2010)        | Mesi | Mesi | Mesi | Mesi | Mesi  | Mesi  | Mesi  | Mesi  | Mesi  | Mesi | Mesi | Mesi | Stagioni | Stagioni | Stagioni | Stagioni | Anno    |
| Hohenpeißenberg (1981-2010)        | Gen  | Feb  | Mar  | Apr  | Mag   | Giu   | Lug   | Ago   | Set   | Ott  | Nov  | Dic  | Inv      | Pri      | Est      | Aut      | Anno    |
| ---------------------------------- | ---- | ---- | ---- | ---- | ----- | ----- | ----- | ----- | ----- | ---- | ---- | ---- | -------- | -------- | -------- | -------- | ------- |
| T. max. media (°C)                 | 2,0  | 2,4  | 6,1  | 10,4 | 15,1  | 18,0  | 20,4  | 19,9  | 15,7  | 11,7 | 5,9  | 2,9  | 2,4      | 10,5     | 19,4     | 11,1     | 10,9    |
| T. media (°C)                      | −0,7 | −0,4 | 2,8  | 6,5  | 11,2  | 14,0  | 16,3  | 16,1  | 12,4  | 8,6  | 3,2  | 0,2  | −0,3     | 6,8      | 15,5     | 8,1      | 7,5     |
| T. min. media (°C)                 | −3,5 | −3,2 | −0,5 | 2,6  | 7,1   | 10,0  | 12,2  | 12,3  | 9,0   | 5,5  | 0,5  | −2,4 | −3,0     | 3,1      | 11,5     | 5,0      | 4,1     |
| Giorni di calura (Tmax ≥ 30 °C)    | 0,0  | 0,0  | 0,0  | 0,0  | 0,0   | 0,1   | 0,2   | 0,1   | 0,0   | 0,0  | 0,0  | 0,0  | 0,0      | 0,0      | 0,4      | 0,0      | 0,4     |
| Giorni di gelo (Tmin ≤ 0 °C)       | 23,1 | 20,5 | 17,7 | 9,6  | 1,1   | 0,1   | 0,0   | 0,0   | 0,1   | 3,8  | 14,0 | 21,7 | 65,3     | 28,4     | 0,1      | 17,9     | 111,7   |
| Giorni di ghiaccio (Tmax ≤ 0 °C)   | 11,4 | 10,8 | 5,3  | 0,7  | 0,0   | 0,0   | 0,0   | 0,0   | 0,0   | 0,4  | 6,0  | 10,6 | 32,8     | 6,0      | 0,0      | 6,4      | 45,2    |
| Precipitazioni (mm)                | 53,1 | 52,3 | 72,3 | 78,2 | 122,5 | 151,6 | 162,7 | 156,7 | 108,5 | 99,9 | 72,3 | 68,1 | 173,5    | 273,0    | 471,0    | 280,7    | 1 198,2 |
| Giorni di pioggia                  | 10,4 | 9,3  | 12,3 | 11,8 | 14,0  | 14,6  | 14,4  | 13,6  | 11,6  | 10,1 | 10,9 | 11,5 | 31,2     | 38,1     | 42,6     | 32,6     | 144,5   |
| Eliofania assoluta (ore al giorno) | 3,2  | 3,8  | 4,5  | 5,6  | 6,4   | 6,8   | 7,5   | 7,0   | 5,4   | 4,3  | 3,1  | 2,6  | 3,2      | 5,5      | 7,1      | 4,3      | 5,0     |

## Medie climatiche 1971-2000
In base alle medie climatiche calcolate per il trentennio 1971-2000, la temperatura media del mese più freddo, gennaio, si attesta a -0,8 °C, mentre la temperatura media dei mesi più caldi, luglio e agosto, è di +15,7 °C; la temperatura media annua si attesta a +7,1 °C. Mediamente si contano nel corso dell'anno 116,5 giorni di gelo, 45 giorni di ghiaccio e 0,3 giorni con temperature massime uguali o superiori ai 30 °C.
Nel medesimo trentennio, le precipitazioni medie annue fanno registrare il valore di 1 192,2 mm, risultando mediamente distribuite in 143 giorni di pioggia; sia i giorni di pioggia che gli accumuli pluviometrici risultano nettamente maggiori nei mesi estivi, in contrapposizione ad un minimo relativo presente nei mesi invernali.
L'eliofania assoluta media annua fa registrare nello stesso trentennio il valore medio di 4,9 ore giornaliere, con minimo di 2,7 ore medie giornaliere in dicembre e massimo di 7,3 ore medie giornaliere in luglio.
| Hohenpeißenberg (1971-2000)        | Mesi | Mesi | Mesi | Mesi | Mesi  | Mesi  | Mesi  | Mesi  | Mesi  | Mesi | Mesi | Mesi | Stagioni | Stagioni | Stagioni | Stagioni | Anno    |
| Hohenpeißenberg (1971-2000)        | Gen  | Feb  | Mar  | Apr  | Mag   | Giu   | Lug   | Ago   | Set   | Ott  | Nov  | Dic  | Inv      | Pri      | Est      | Aut      | Anno    |
| ---------------------------------- | ---- | ---- | ---- | ---- | ----- | ----- | ----- | ----- | ----- | ---- | ---- | ---- | -------- | -------- | -------- | -------- | ------- |
| T. max. media (°C)                 | 1,9  | 2,4  | 5,9  | 9,1  | 14,5  | 17,1  | 19,6  | 19,4  | 15,8  | 11,0 | 5,3  | 3,1  | 2,5      | 9,8      | 18,7     | 10,7     | 10,4    |
| T. media (°C)                      | −0,8 | −0,4 | 2,6  | 5,5  | 10,6  | 13,2  | 15,7  | 15,7  | 12,3  | 8,0  | 2,7  | 0,4  | −0,3     | 6,2      | 14,9     | 7,7      | 7,1     |
| T. min. media (°C)                 | −3,5 | −3,2 | −0,6 | 1,8  | 6,6   | 9,2   | 11,7  | 11,9  | 8,8   | 4,9  | 0,0  | −2,3 | −3,0     | 2,6      | 10,9     | 4,6      | 3,8     |
| Giorni di calura (Tmax ≥ 30 °C)    | 0,0  | 0,0  | 0,0  | 0,0  | 0,0   | 0,0   | 0,2   | 0,1   | 0,0   | 0,0  | 0,0  | 0,0  | 0,0      | 0,0      | 0,3      | 0,0      | 0,3     |
| Giorni di gelo (Tmin ≤ 0 °C)       | 23,7 | 20,7 | 18,0 | 11,6 | 1,6   | 0,1   | 0,0   | 0,0   | 0,1   | 4,4  | 15,3 | 21,0 | 65,4     | 31,2     | 0,1      | 19,8     | 116,5   |
| Giorni di ghiaccio (Tmax ≤ 0 °C)   | 11,1 | 10,4 | 5,4  | 1,6  | 0,0   | 0,0   | 0,0   | 0,0   | 0,0   | 0,3  | 6,6  | 9,6  | 31,1     | 7,0      | 0,0      | 6,9      | 45,0    |
| Precipitazioni (mm)                | 51,5 | 54,0 | 67,7 | 86,9 | 116,8 | 166,6 | 169,1 | 148,2 | 109,1 | 76,2 | 80,9 | 65,2 | 170,7    | 271,4    | 483,9    | 266,2    | 1 192,2 |
| Giorni di pioggia                  | 10,4 | 9,1  | 11,4 | 12,4 | 13,4  | 15,6  | 14,5  | 13,3  | 11,2  | 9,7  | 11,4 | 10,6 | 30,1     | 37,2     | 43,4     | 32,3     | 143,0   |
| Eliofania assoluta (ore al giorno) | 3,1  | 3,7  | 4,4  | 5,1  | 6,2   | 6,4   | 7,3   | 6,9   | 5,6   | 4,3  | 3,1  | 2,7  | 3,2      | 5,2      | 6,9      | 4,3      | 4,9     |

## Medie climatiche 1961-1990
In base alle medie climatiche calcolate per il trentennio 1961-1990, la temperatura media del mese più freddo, gennaio, si attesta a -1,5 °C, mentre la temperatura media del mese più caldo, luglio, è di +15,3 °C; la temperatura media annua si attesta a +6,8 °C. Mediamente si contano nel corso dell'anno 122,7 giorni di gelo, 49 giorni di ghiaccio e 0,1 giorni con temperature massime uguali o superiori ai 30 °C.
Nel medesimo trentennio, le precipitazioni medie annue fanno registrare il valore di 1 209,8 mm, risultando mediamente distribuite in 142,9 giorni di pioggia; sia i giorni di pioggia che gli accumuli pluviometrici risultano nettamente maggiori nei mesi estivi, in contrapposizione ad un minimo relativo presente nei mesi invernali per gli accumuli pluviometrici e nei mesi autunnali per il numero di giorni di pioggia.
L'eliofania assoluta media annua fa registrare nello stesso trentennio il valore medio di 5 ore giornaliere, con minimo di 2,7 ore medie giornaliere in dicembre e massimo di 7,4 ore medie giornaliere in luglio.
| Hohenpeißenberg (1961-1990)        | Mesi | Mesi | Mesi | Mesi | Mesi  | Mesi  | Mesi  | Mesi  | Mesi  | Mesi | Mesi | Mesi | Stagioni | Stagioni | Stagioni | Stagioni | Anno    |
| Hohenpeißenberg (1961-1990)        | Gen  | Feb  | Mar  | Apr  | Mag   | Giu   | Lug   | Ago   | Set   | Ott  | Nov  | Dic  | Inv      | Pri      | Est      | Aut      | Anno    |
| ---------------------------------- | ---- | ---- | ---- | ---- | ----- | ----- | ----- | ----- | ----- | ---- | ---- | ---- | -------- | -------- | -------- | -------- | ------- |
| T. max. media (°C)                 | 1,3  | 2,0  | 5,2  | 9,2  | 14,0  | 17,1  | 19,4  | 18,8  | 16,1  | 11,5 | 5,5  | 2,2  | 1,8      | 9,5      | 18,4     | 11,0     | 10,2    |
| T. media (°C)                      | −1,5 | −0,8 | 2,0  | 5,5  | 10,0  | 13,1  | 15,3  | 15,0  | 12,5  | 8,4  | 2,8  | −0,5 | −0,9     | 5,8      | 14,5     | 7,9      | 6,8     |
| T. min. media (°C)                 | −4,2 | −3,6 | −1,2 | 1,8  | 6,0   | 9,0   | 11,3  | 11,2  | 8,9   | 5,2  | 0,0  | −3,2 | −3,7     | 2,2      | 10,5     | 4,7      | 3,4     |
| Giorni di calura (Tmax ≥ 30 °C)    | 0,0  | 0,0  | 0,0  | 0,0  | 0,0   | 0,0   | 0,1   | 0,0   | 0,0   | 0,0  | 0,0  | 0,0  | 0,0      | 0,0      | 0,1      | 0,0      | 0,1     |
| Giorni di gelo (Tmin ≤ 0 °C)       | 25,3 | 21,5 | 19,4 | 11,7 | 2,1   | 0,1   | 0,0   | 0,0   | 0,1   | 3,7  | 15,8 | 23,0 | 69,8     | 33,2     | 0,1      | 19,6     | 122,7   |
| Giorni di ghiaccio (Tmax ≤ 0 °C)   | 11,8 | 11,3 | 6,6  | 1,6  | 0,0   | 0,0   | 0,0   | 0,0   | 0,0   | 0,3  | 6,1  | 11,3 | 34,4     | 8,2      | 0,0      | 6,4      | 49,0    |
| Precipitazioni (mm)                | 60,8 | 59,6 | 64,3 | 93,1 | 130,8 | 167,5 | 161,1 | 156,4 | 106,9 | 70,8 | 72,7 | 65,8 | 186,2    | 288,2    | 485,0    | 250,4    | 1 209,8 |
| Giorni di pioggia                  | 11,6 | 10,0 | 11,2 | 12,6 | 14,5  | 15,5  | 13,9  | 13,7  | 10,0  | 8,5  | 10,7 | 10,7 | 32,3     | 38,3     | 43,1     | 29,2     | 142,9   |
| Eliofania assoluta (ore al giorno) | 3,0  | 3,6  | 4,4  | 5,2  | 6,1   | 6,6   | 7,4   | 6,8   | 6,0   | 4,8  | 3,1  | 2,7  | 3,1      | 5,2      | 6,9      | 4,6      | 5,0     |

## Medie climatiche 1951-1980
In base alle medie climatiche calcolate per il trentennio 1951-1980, la temperatura media del mese più freddo, gennaio, si attesta a -1,7 °C, mentre la temperatura media del mese più caldo, luglio, è di +15,1 °C; la temperatura media annua si attesta a +6,7 °C. Mediamente si contano nel corso dell'anno 124,5 giorni di gelo, 50,3 giorni di ghiaccio e 0,2 giorni con temperature massime uguali o superiori ai 30 °C.
Nel medesimo trentennio, le precipitazioni medie annue fanno registrare il valore di 1 187 mm, risultando mediamente distribuite in 142,5 giorni di pioggia; sia i giorni di pioggia che gli accumuli pluviometrici risultano nettamente maggiori nei mesi estivi, in contrapposizione ad un minimo relativo presente nei mesi invernali per gli accumuli pluviometrici e nei mesi autunnali per il numero di giorni di pioggia.
L'eliofania assoluta media annua fa registrare nello stesso trentennio il valore medio di 5 ore giornaliere, con minimo di 2,8 ore medie giornaliere in dicembre e massimo di 7,2 ore medie giornaliere in luglio.
| Hohenpeißenberg (1951-1980)        | Mesi | Mesi | Mesi | Mesi | Mesi  | Mesi  | Mesi  | Mesi  | Mesi | Mesi | Mesi | Mesi | Stagioni | Stagioni | Stagioni | Stagioni | Anno    |
| Hohenpeißenberg (1951-1980)        | Gen  | Feb  | Mar  | Apr  | Mag   | Giu   | Lug   | Ago   | Set  | Ott  | Nov  | Dic  | Inv      | Pri      | Est      | Aut      | Anno    |
| ---------------------------------- | ---- | ---- | ---- | ---- | ----- | ----- | ----- | ----- | ---- | ---- | ---- | ---- | -------- | -------- | -------- | -------- | ------- |
| T. max. media (°C)                 | 1,0  | 2,0  | 5,3  | 9,1  | 13,8  | 17,1  | 19,1  | 18,6  | 16,0 | 11,1 | 5,4  | 2,2  | 1,7      | 9,4      | 18,3     | 10,8     | 10,1    |
| T. media (°C)                      | −1,7 | −0,9 | 2,1  | 5,5  | 9,8   | 13,1  | 15,1  | 14,8  | 12,3 | 7,9  | 2,7  | −0,4 | −1,0     | 5,8      | 14,3     | 7,6      | 6,7     |
| T. min. media (°C)                 | −4,4 | −3,8 | −1,2 | 1,8  | 5,8   | 9,1   | 11,1  | 11,0  | 8,7  | 4,8  | 0,0  | −3,1 | −3,8     | 2,1      | 10,4     | 4,5      | 3,3     |
| Giorni di calura (Tmax ≥ 30 °C)    | 0,0  | 0,0  | 0,0  | 0,0  | 0,0   | 0,0   | 0,1   | 0,1   | 0,0  | 0,0  | 0,0  | 0,0  | 0,0      | 0,0      | 0,2      | 0,0      | 0,2     |
| Giorni di gelo (Tmin ≤ 0 °C)       | 26,0 | 22,0 | 18,3 | 11,9 | 2,1   | 0,1   | 0,0   | 0,0   | 0,2  | 4,6  | 16,1 | 23,2 | 71,2     | 32,3     | 0,1      | 20,9     | 124,5   |
| Giorni di ghiaccio (Tmax ≤ 0 °C)   | 12,9 | 11,0 | 6,9  | 2,0  | 0,0   | 0,0   | 0,0   | 0,0   | 0,0  | 0,4  | 6,1  | 11,0 | 34,9     | 8,9      | 0,0      | 6,5      | 50,3    |
| Precipitazioni (mm)                | 64,2 | 65,3 | 61,4 | 93,2 | 126,0 | 175,6 | 166,3 | 141,3 | 98,1 | 69,0 | 68,7 | 57,9 | 187,4    | 280,6    | 483,2    | 235,8    | 1 187,0 |
| Giorni di pioggia                  | 11,4 | 10,7 | 10,8 | 12,7 | 14,2  | 15,9  | 14,3  | 13,5  | 10,0 | 8,5  | 10,2 | 10,3 | 32,4     | 37,7     | 43,7     | 28,7     | 142,5   |
| Eliofania assoluta (ore al giorno) | 2,9  | 3,5  | 4,5  | 5,3  | 6,2   | 6,6   | 7,2   | 6,8   | 6,1  | 4,9  | 3,0  | 2,8  | 3,1      | 5,3      | 6,9      | 4,7      | 5,0     |

## Temperature estreme mensili dal 1879 in poi
Nella tabella sottostante sono indicate le temperature estreme mensili registrate dal 1879 in poi con il relativo anno in cui sono state registrate. La temperatura massima assoluta finora registrata è di +33,8 °C e risale al 29 luglio 1947, mentre la temperatura minima assoluta finora rilevata è di -29,1 °C ed è datata 11 febbraio 1929.
| Hohenpeißenberg (1879-2023) | Mesi         | Mesi         | Mesi         | Mesi         | Mesi        | Mesi        | Mesi        | Mesi        | Mesi        | Mesi         | Mesi         | Mesi         | Stagioni | Stagioni | Stagioni | Stagioni | Anno  |
| Hohenpeißenberg (1879-2023) | Gen          | Feb          | Mar          | Apr          | Mag         | Giu         | Lug         | Ago         | Set         | Ott          | Nov          | Dic          | Inv      | Pri      | Est      | Aut      | Anno  |
| --------------------------- | ------------ | ------------ | ------------ | ------------ | ----------- | ----------- | ----------- | ----------- | ----------- | ------------ | ------------ | ------------ | -------- | -------- | -------- | -------- | ----- |
| T. max. assoluta (°C)       | 17,2 (2002)  | 19,7 (2008)  | 23,6 (2016)  | 29,4 (2012)  | 29,0 (2022) | 31,8 (1980) | 33,8 (1947) | 33,1 (2003) | 29,6 (1943) | 26,9 (2012)  | 22,3 (2011)  | 18,6 (2022)  | 19,7     | 29,4     | 33,8     | 29,6     | 33,8  |
| T. min. assoluta (°C)       | −26,3 (1907) | −29,1 (1929) | −18,8 (1886) | −11,0 (1905) | −6,2 (1941) | −1,1 (1962) | −0,8 (1903) | 0,2 (1903)  | −3,5 (1897) | −10,8 (1920) | −14,9 (1890) | −21,1 (1879) | −29,1    | −18,8    | −1,1     | −14,9    | −29,1 |